# Wielki Giewont

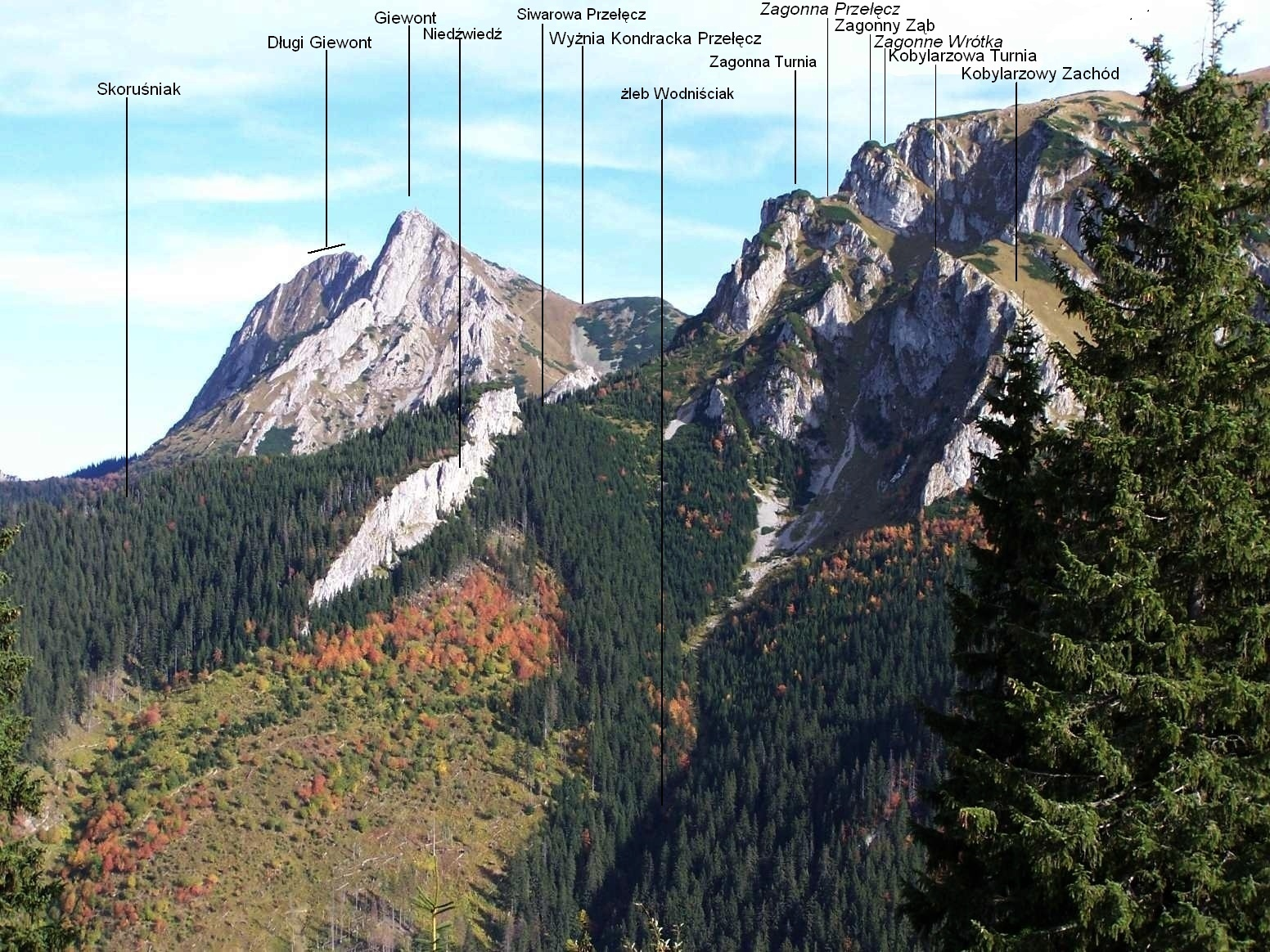
Von dem Bergpass Siwarowa Przełęcz

Der Wielki Giewont ist ein Berg in der polnischen Westtatra mit 1894 Metern Höhe im Massiv des Giewont, dessen höchster Gipfel er ist.

## Lage und Umgebung
Unterhalb des Gipfels liegen die Täler Dolina Strążyska, Dolina Małej Łąki und Dolina Kondratowa. Auf dem Gipfel befindet sich ein von weitem sichtbares 15 Meter großes Gipfelkreuz, das 1901 aufgestellt worden ist.

## Tourismus
Die Wielki Giewont ist bei Wanderern sehr beliebt. 

### Routen zum Gipfel
Der Wanderweg auf die Wielki Giewont führt entlang des Hauptkamms der Tatra und der polnisch-slowakischen Grenze.
- ▬ Ein blau markierter Wanderweg führt vom Zakopaner Stadtteil Kuźnice über den Bergpass Kondracka Przełęcz auf den Gipfel.
- ▬ Ein rot markierter Wanderweg führt vom Tal Dolina Strążyska über den Bergpass Kondracka Przełęcz auf den Gipfel.
- ▬ Ein gelb markierter Wanderweg führt vom  Kościeliskoer Ortsteil Gronik  über den Bergpass Kondracka Przełęcz auf den Gipfel.

Als Ausgangspunkt für eine Besteigung aus den Tälern eignen sich die Kondratowa-Hütte, Ornak-Hütte und die Chochołowska-Hütte.

## Belege
- Zofia Radwańska-Paryska, Witold Henryk Paryski, Wielka encyklopedia tatrzańska, Poronin, Wyd. Górskie, 2004, ISBN 83-7104-009-1.
- Tatry Wysokie słowackie i polskie. Mapa turystyczna 1:25.000, Warszawa, 2005/06, Polkart, ISBN 83-87873-26-8.

## Panorama

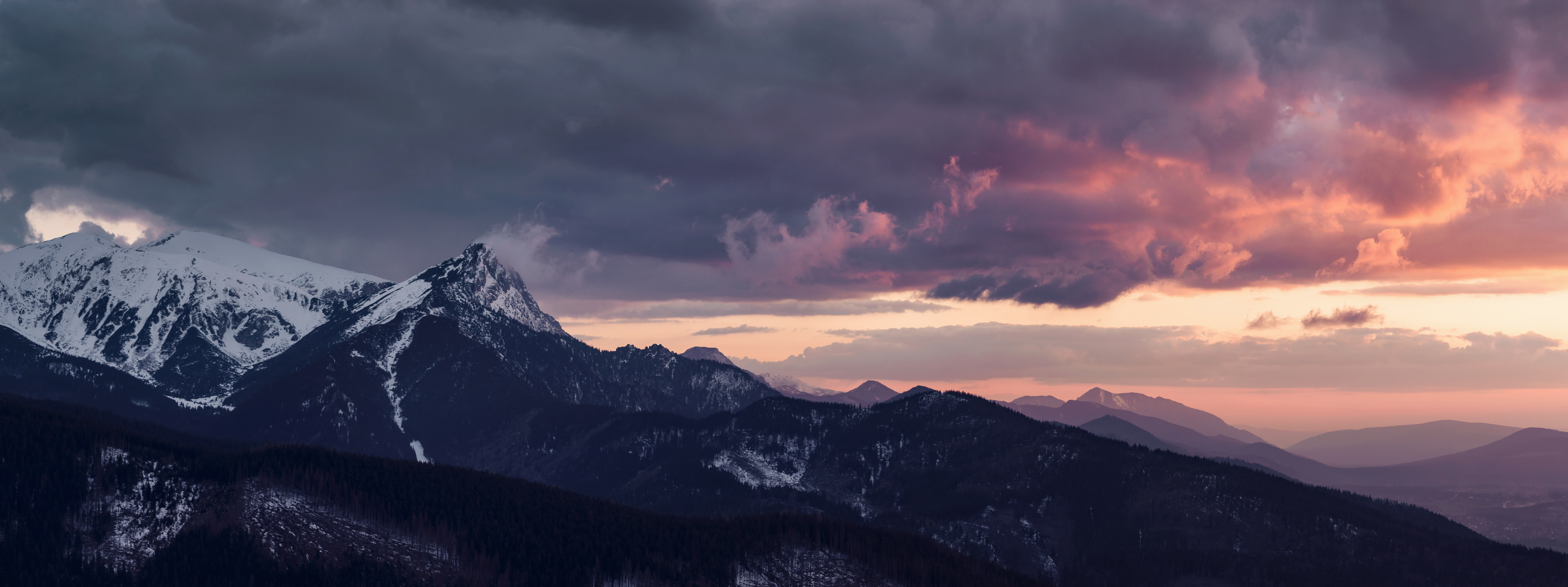
Links im Bild, Blick von Osten